# Улица Ивлева
Улица И́влева (до 1958 года — Раздольная) — улица, расположенная в Новосибирске и Новосибирском районе. Основная часть расположена в Огурцове (входит в состав Советского района Новосибирска). Начинается от улицы Барханной в посёлке «Мичуринский» (Новосибирский район), заканчивается на пересечении Советского шоссе с улицами Приморской и Часовой (микрорайон ОбьГЭС).

## Название
Улица названа в честь Гаврила Михайловича Ивлева, Героя Советского Союза, участника Великой Отечественной войны.

## Транспорт
По улице следуют автобусы 115, 115в, 141. На улице находятся остановки «Находка», «Магазин № 4», «Раздольная».

## Мемориальные доски
В 2015 году на пересечении улиц Ивлева и Часовой была установлена мемориальная доска Гаврилу Ивлеву.